# Биши (Мозел)
Биши (фр. Buchy) насеље је и општина у североисточној Француској у региону Лорена, у департману Мозел која припада префектури Мец Кампањ.
По подацима из 2011. године у општини је живело 117 становника, а густина насељености је износила 32,68 становника/km². Општина се простире на површини од 3,58 km². Налази се на средњој надморској висини од 282 метара (максималној 305 m, а минималној 250 m).

## Демографија
| 1962. | 1968. | 1975. | 1982. | 1990. | 1999. | 2011. |
| ----- | ----- | ----- | ----- | ----- | ----- | ----- |
| 74    | 83    | 69    | 86    | 81    | 76    | 117   |

График промене броја становника у току последњих година